# Resolución 907 del Consejo de Seguridad de las Naciones Unidas
La resolución 907 del Consejo de Seguridad de las Naciones Unidas fue aprobada por unanimidad el 29 de marzo de 1994, tras recordar las resoluciones 621 (1988), 658 (1990), 690 (1991), 725 (1991) y 809 (1993), el Consejo examinó el Plan de Arreglo para el Sahara Occidental .
Se acogió con satisfacción la propuesta del Secretario General Boutros Boutros-Ghali sobre la interpretación y aplicación de los criterios de elegibilidad de los votantes, mientras que se expresó preocupación por las continuas dificultades y retrasos en la labor de la Comisión de Identificación. Se pidió a la Comisión que completara el análisis de todas las solicitudes recibidas y procediera a la identificación y el registro de los posibles votantes a más tardar el 30 de junio de 1994, y que el Secretario General informara sobre los acontecimientos a más tardar el 15 de julio de 1994 con respecto a la labor de la Comisión. y otras áreas relevantes para el Plan de conciliación.
El Consejo también señaló que el referéndum de autodeterminación ya no podría tener lugar para fines de 1994, y se consideraría el futuro de la Misión de las Naciones Unidas para el Referéndum en el Sáhara Occidental, donde se revisarían su fuerza y función.